# بوروونیتسه (ناحیه ژدار ناد سازاوو)
بوروونیتسه (به چکی: Borovnice) یک منطقهٔ مسکونی در جمهوری چک است که در ناحیه ژدار ناد سازاووو واقع شده‌است. بوروونیتسه ۹٫۰۷ کیلومتر مربع مساحت و ۱۷۲ نفر جمعیت دارد و ۵۱۵ متر بالاتر از سطح دریا واقع شده‌است.